# Paraú
Paraú es un municipio brasilero en el estado del Rio Grande do Norte, localizado en la microrregión del Medio Oeste. De acuerdo con el IBGE (Instituto Brasilero de Geografía y Estadística), en el año 2003 su población era estimada en 4.118 habitantes. Área territorial de 411 km².
Por propuesta de un concejal, fue creada una ley y realizado un plebiscito que alteró el nombre del municipio para Espírito Santo del Oeste en abril de 1998. No obstante, dos años después, fue impugnada por el Tribunal Regional Electoral (TRE), regresando el municipio a su nombre original.